# 李卫 (磁学与磁性材料专家)
李卫（1957年12月17日—），男，原籍河南洛阳，生于北京，中国磁学与磁性材料专家。

## 生平
李卫生于北京，原籍河南洛阳，1982年毕业于山东大学物理系磁学专业。2015年当选为中国工程院院士。